# Endo
Endo — американская рок-группа, основанная в 1998 певцом Гилом Биттоном и бас-гитаристом Zelick.

## История
Биттон бросил школу в 11-м классе и начал выступать в Cool Beans, кафе в Майами, потом он встретился с бас-гитаристом Zelick, с которым и решил создать свою собственную группу. В состав также вошли барабанщик Джоэл Суарес и гитарист Эли Паркер. В 1999 году коллектив подписал контракт с Columbia Records.
Дебютный альбом «Evolve» был выпущен 4 апреля 2000 года. Обозреватель Allmusic У. Рульман оценил альбом на три звезды из пяти, посчитав, что Endo, «возможно, не добавили ничего нового к жанру рэп-металла», однако внимательно слушали своих предшественников — группы Korn и Rage Against the Machine.
22 июля 2003 года Endo выпустили альбом «Songs for the Restless». Критики встретили альбом умеренно положительно, так, обозреватель сайта Allmusic.

## Дискография
- Evolve[4] (март , 2001)
- Songs for the Restless (2003) (Sony Music Distribution)
- Wake the Fuck Up (2013)

## Состав
Последний состав
- Гил Биттон – вокал (1998–2007, 2012–2013)
- Эли Паркер – гитара (1998–2007, 2012–2013)
- Дерек Гормли – бас (2012–2013)
- Гровер Нортон III – ударные (2013)

Бывшие участники
- Джоэл Суарес – ударные (1998–2001, 2012)
- Джо Эшкенази – ударные (2003–2007)
- Зелик – бас (1998–2007)
- Лу Оренштейн – гитара (1998–2000)
- Ричард “VR” Домингес – ковбелл (1998–2000)